# Arenaria rohrbachiana
Arenaria rohrbachiana är en nejlikväxtart som beskrevs av Christian August Friedrich Garcke. Arenaria rohrbachiana ingår i släktet narvar, och familjen nejlikväxter. Inga underarter finns listade i Catalogue of Life.